# Portland Street Blues
Pour plus de détails, voir Fiche technique et Distribution.
Portland Street Blues (古惑仔情義篇之洪興十三妹, Goo waak zai: Hung Hing Sap Saam Mooi) est un film d'action hongkongais réalisé par Raymond Yip (en) et sorti en 1998 à Hong Kong.
C'est un film dérivé de la série des Young and Dangerous et centré sur le personnage féminin de Sœur 13 (Sandra Ng).

## Synopsis
Dans une triade dominée par les hommes, Sœur 13 (Sandra Ng) doit faire face aux épreuves et aux tribulations de sa montée en puissance pour devenir la chef de la branche de Portland Street (en). L'histoire montre les raisons pour lesquelles elle est devenue lesbienne et donne également plus de détails sur la triade Tung Sing et sur l'évolution de la relation entre Sœur 13 et Ben Hon (Wan Yeung-ming (en)).

## Fiche technique
- Titre : Portland Street Blues
- Titre original : 古惑仔情義篇之洪興十三妹 (Goo waak zai: Hung Hing Sap Saam Mooi)
- Réalisation : Raymond Yip (en)
- Scénario : Manfred Wong
- Production : Manfred Wong
- Société de production : Golden Harvest et BoB and Partners Co. Ltd. (en)
- Société de distribution : Golden Harvest
- Pays d'origine :  Hong Kong
- Langue originale : cantonais
- Format : couleur
- Genre : action
- Durée : 120 minutes
- Dates de sortie :
  -  Hong Kong : 21 février 1998

## Distribution
- Sandra Ng : Sœur 13/Tsui Siu-siu
- Kristy Yang (en) : Cheung May-yun (créditée sous le nom de Kristy Yeung)
- Alex Fong (en) : Coke
- Wan Yeung-ming (en) : Ben Hon (crédité sous le nom de Vincent Wan)
- Shu Qi : la balafrée
- John Ching : S.O.B.
- Ekin Cheng : Chan Ho-nam (zh-yue)
- Ng Man-tat : Tat
- Ken Lo : Prince
- Matt Chow (en)
- Jason Chu : Pelure de banane
- Kam Hing-ying
- Kwan Hoi-San
- Jerry Lamb : Pou-pan
- Lee Siu-kei
- Ng Chi-hung : Oncle Bee
- Francis Ng : Kwan le hideux
- Peter Ngor
- Jimmy Wong Ga-lok
- Bobby Yip]
- Henry Yue Young

## Remarques
- Absences notables de Chiu le poulet, Dai Tin-yee, Tai Fei et du président Chiang.
- C'est l'un des rares films dans lequel Ng Man-tat, qui joue généralement dans des comédies mo lei tau, a un rôle plus sérieux, faisant de ce film un exemple de sa capacité à jouer d'autres rôles.
- Ng Man-tat, Sandra Ng et John Ching avaient déjà joué ensemble dans Les Dieux du jeu 3 : Retour à Shanghai avec Stephen Chow.
- La même année, John Ching et Kristy Yang sont également apparus ensemble dans la série My Date with a Vampire (en).